# Enrico Lugli
Enrico Lugli (Roma, 4 febbraio 1889 – Roma, 30 marzo 1967) è stato un generale italiano, veterano della guerra italo-turca e della prima guerra mondiale. Durante la seconda guerra mondiale fu comandante del 225º Reggimento fanteria "Arezzo", con cui combatte durante il corso della campagna di Grecia, della Guardia alla frontiera in Albania e della 49ª Divisione fanteria "Parma". Catturato dai tedeschi in seguito all'armistizio dell'8 settembre 1943 fu deportato in Polonia e rinchiuso nel lager 64/Z di Schokken fino al maggio del 1945. Rientrato in Italia fu presidente dell'Associazione Nazionale Granatieri di Sardegna dal 31 aprile 1959 al 6 gennaio 1962. Decorato di una medaglia d'argento e due di bronzo al valor militare.

## Biografia
Nacque a Roma il 4 febbraio 1889.
Arruolatosi nel Regio esercito, il 17 settembre 1910 iniziò a frequentare come allievo ufficiale la Regia Accademia Militare di Fanteria e Cavalleria di Modena. Prese parte come volontario alla guerra italo-turca nelle file del 59º Reggimento fanteria "Calabria", venendo decorato di una Medaglia di bronzo al valor militare durante il combattimento di Sidi Abdallah del 3 marzo 1912. Ripreso il corso presso l'Accademia militare, ne uscì con il grado di sottotenente in servizio permanente effettivo assegnato all'arma di fanteria, il 1º aprile dello stesso anno.
Assegnato successivamente al corpo dei granatieri, partecipò inizialmente alla grande guerra come tenente in forza al 1º Reggimento granatieri
Promosso capitano, comandò interinalmente nel febbraio o marzo del 1916 il IV Battaglione della Brigata "Granatieri di Sardegna". Al termine del conflitto risultava decorato di una medaglia d'argento e una di bronzo al valor militare.
Da tenente colonnello, grado indossato il 16 maggio 1927, operò in Cirenaica nel locale Regio corpo truppe coloniali fino al 1936.
Promosso colonnello il 1º luglio 1937, fu comandante del 225º Reggimento fanteria "Arezzo" della 53ª Divisione fanteria "Arezzo", che dopo l'occupazione italiana nel 1939 venne dislocato in Albania. Dopo l'entrata del Regno d'Italia nella seconda guerra mondiale, partecipò con il suo reggimento alla successiva campagna di Grecia, terminata nel maggio del 1941, rimanendo poi come forza di occupazione.
Dal 1º gennaio 1942, promosso generale di brigata, fu al comando della Guardia alla frontiera in Albania, fino al 1º agosto 1943, quando divenne comandante della 49ª Divisione fanteria "Parma", con sede a Valona.
Al comando di tale unità venne colto dalla promulgazione dell'armistizio dell'8 settembre, e due giorni dopo fu catturato dai tedeschi e successivamente internato nel lager 64/Z a Schokken, in Polonia, venendo poi liberato nel maggio del 1945 dai Sovietici e in seguito rimpatriato. Promosso generale di corpo d'armata, dal 31 aprile 1959 al 6 gennaio 1962 fu Presidente dell'Associazione Nazionale Granatieri di Sardegna. Spirò a Roma il 30 marzo 1967.

### Fonti
1. 1 2 3 4 5 6  Generals.
2. 1 2 3  Geni.
3. ↑   Bollettino ufficiale delle nomine, promozioni e destinazioni negli ufficiali e sottufficiali del R. esercito italiano e nel personale dell'amministrazione militare, 1933,  p. 2021. URL consultato il 22 agosto 2019.
4. ↑  Sito web del Quirinale: dettaglio decorato.